# Chiara Gonzaga
Chiara Gonzaga (Mantova, 1º luglio 1464 – Alvernia, 2 giugno 1503) era figlia del marchese di Mantova Federico I Gonzaga e di Margherita di Baviera.
Uno dei suoi figli fu Carlo III, Duca di Borbone, che guidò l'armata Imperiale inviata dall'Imperatore Carlo V contro il Papa Clemente VII, in quelle che fu il Sacco di Roma, e dove fu successivamente ucciso.
Chiara è una dei personaggi nell'Heptameron, scritto da Margherita d'Angouleme, sorella di re Francesco I.

## Famiglia
Chiara Gonzaga nacque a Mantova il 1º luglio 1464; primogenita di Federico I Gonzaga, marchese di Mantova e di Margherita di Baviera (1º gennaio 1442 - 14 ottobre 1479).
Ebbe cinque fratelli tra cui Francesco II Gonzaga, marchese di Mantova la cui moglie fu la celebre Isabella d'Este.
I nonni paterni di Chiara erano Ludovico III Gonzaga e Barbara di Brandeburgo; e i suoi nonni materni erano Alberto III, duca di Baviera e Anna di Brunswick-Grubenhagen-Einbeck, figlia del duca Erich I di Braunschweig-Grubenhagen e di sua moglie Elisabetta di Brunswick-Göttingen.

## Biografia

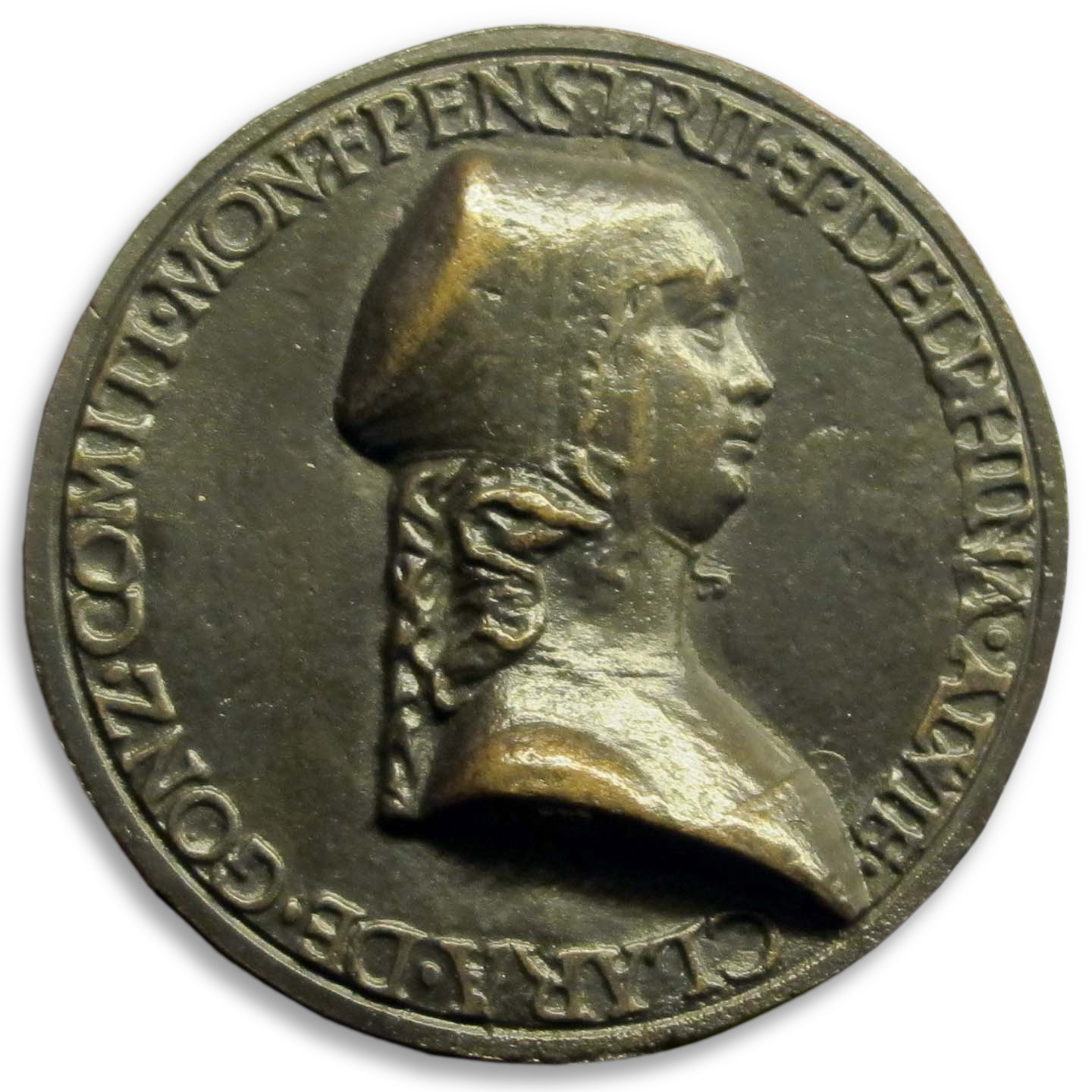
Bartolomeo Melioli, medaglia di Chiara Gonzaga.

Maggiore delle tre figlie di Federico Gonzaga, sposò il 25 febbraio 1481 Gilberto I di Borbone, conte di Montpensier e duca di Sessa (1443-1496). Per le loro nozze, Andrea Mantegna, già pittore di corte dei Gonzaga nel 1460, realizzò nel 1480 il San Sebastiano, ora conservato al Louvre, che venne donato alla chiesa d'Aigueperse en Auvergne, fondata nel 1475 da Luigi I di Borbone. Ad organizzare il suo matrimonio fu suo zio Francesco Secco d'Aragona, che l'accompagnò tra l'altro da Mantova a Milano nel suo viaggio diretto verso la Francia.
Una certa amicizia pare avesse con Ludovico il Moro, duca di Milano. Dopo che entrambi rimasero vedovi, qualcuno arrivò a proporre un matrimonio tra i due: un medico mantovano dichiarò a un gentiluomo della corte di Chiara che Ludovico lo aveva mandato a Mantova allo scopo di chiedere la donna in moglie al marchese, e sua figlia per il proprio primogenito. Venutone a conoscenza, Ludovico si affrettò a chiarire il malinteso, dichiarando di non conoscere nessun medico e di non avere alcuna intenzione di risposarsi, e che anzi quando Chiara aveva chiesto, nel tornare in Francia, di passare per Milano, egli glielo aveva negato proprio per non creare false speranze, pur confermandole la propria amicizia. "Et tanto maiore è l'admiratione nostra che per noi non è mai cercato, né parlato, né anche pensato de Madama de Monpensero né altra, perché poi che persemo la illustrissima nostra consorte mai scintilla ce vene di pensero de non condictione de mogliere, anzi domandando la predicta Madama nel ritorno suo in Francia transito per Milano li lo negassemo" fu la dichiarazione ufficiale di Ludovico.

## Discendenza
Dal matrimonio Chiara e Gilberto nacquero sei figli:
- Luisa (1482-1561), duchessa di Montpensier, delfina di Alvernia, moglie di Andrea III di Chauvigny e poi di Luigi di Borbone-Vendôme;
- Luigi II (1483-1501), conte di Montpensier;
- Carlo (1490-1527), duca di Borbone, conte di Montpensier e connestabile di Francia;
- Francesco (1492-1515), duca di Châtellerault;
- Renata (1494-1539), dama di Mercœur, sposa di Antonio di Lorena (1489 - 1544);
- Anna (aprile 1496 - 1510).|                                                                                                                                                                  |  |
| Gianfrancesco |  |
| Figli - Ludovico - Carlo - Alessandro - Margherita - Gianlucido - Cecilia - Guglielmo - Lucia - Leonella                                                         |  |
| Ludovico |  |
| Figli - Federico I - Francesco - Gianfrancesco - Susanna - Dorotea - Cecilia - Rodolfo - Barbara - Ludovico - Paola - Caterina (naturale) - Gabriella (naturale) |  |
| Federico I |  |
| Figli - Francesco II - Sigismondo - Giovanni - Chiara - Maddalena - Elisabetta                                                                                   |  |
| Francesco II |  |
| Figli - Eleonora - Margherita - Federico II - Ippolita - Ercole - Ferrante - Livia - Margherita (naturale) - Teodora (naturale) - Antonia (naturale)             |  |
| Federico II |  |
| Figli - Francesco III - Eleonora - Anna - Isabella - Guglielmo - Ludovico - Federico - Alessandro (naturale) - Emilia (naturale)                                 |  |
| V · D · M |  |

## Ascendenza
|                                  |                           |                                     | Genitori                           |  |  | Nonni |  |  | Bisnonni              |  |  | Trisnonni           |  |
|                                  |                           |                                     |                                    |  |  |       |  |  | Gianfrancesco Gonzaga |  |  | Francesco I Gonzaga |  |
|                                  |                           |                                     |                                    |  |  |       |  |  | Gianfrancesco Gonzaga |  |  | Francesco I Gonzaga |  |
|                                  |                           | Margherita Malatesta                |                                    |  |  |       |  |  | Gianfrancesco Gonzaga |  |  |                     |  |
| Ludovico III Gonzaga             |                           |                                     |                                    |  |  |       |  |  | Gianfrancesco Gonzaga |  |  |                     |  |
|                                  |                           | Paola Malatesta                     | Malatesta IV Malatesta             |  |  |       |  |  |                       |  |  |                     |  |
|                                  |                           | Paola Malatesta                     | Malatesta IV Malatesta             |  |  |       |  |  |                       |  |  |                     |  |
|                                  |                           | Paola Malatesta                     | Elisabetta da Varano               |  |  |       |  |  |                       |  |  |                     |  |
| Federico I Gonzaga               |                           | Paola Malatesta                     |                                    |  |  |       |  |  |                       |  |  |                     |  |
|                                  |                           | Giovanni l'Alchimista               | Federico I di Brandeburgo          |  |  |       |  |  |                       |  |  |                     |  |
|                                  |                           | Giovanni l'Alchimista               | Federico I di Brandeburgo          |  |  |       |  |  |                       |  |  |                     |  |
|                                  |                           | Giovanni l'Alchimista               | Elisabetta di Baviera-Landshut     |  |  |       |  |  |                       |  |  |                     |  |
| Barbara di Brandeburgo           |                           | Giovanni l'Alchimista               |                                    |  |  |       |  |  |                       |  |  |                     |  |
|                                  |                           | Barbara di Sassonia-Wittenberg      | Rodolfo III di Sassonia-Wittenberg |  |  |       |  |  |                       |  |  |                     |  |
|                                  |                           | Barbara di Sassonia-Wittenberg      | Rodolfo III di Sassonia-Wittenberg |  |  |       |  |  |                       |  |  |                     |  |
|                                  |                           | Barbara di Sassonia-Wittenberg      | Barbara di Legnica                 |  |  |       |  |  |                       |  |  |                     |  |
| Chiara Gonzaga                   |                           | Barbara di Sassonia-Wittenberg      |                                    |  |  |       |  |  |                       |  |  |                     |  |
|                                  | Ernesto di Baviera-Monaco | Giovanni II di Baviera              |                                    |  |  |       |  |  |                       |  |  |                     |  |
|                                  | Ernesto di Baviera-Monaco | Giovanni II di Baviera              |                                    |  |  |       |  |  |                       |  |  |                     |  |
|                                  | Ernesto di Baviera-Monaco | Caterina di Gorizia                 |                                    |  |  |       |  |  |                       |  |  |                     |  |
| Alberto III di Baviera           | Ernesto di Baviera-Monaco |                                     |                                    |  |  |       |  |  |                       |  |  |                     |  |
|                                  |                           | Elisabetta Visconti                 | Bernabò Visconti                   |  |  |       |  |  |                       |  |  |                     |  |
|                                  |                           | Elisabetta Visconti                 | Bernabò Visconti                   |  |  |       |  |  |                       |  |  |                     |  |
|                                  |                           | Elisabetta Visconti                 | Regina della Scala                 |  |  |       |  |  |                       |  |  |                     |  |
| Margherita di Baviera            |                           | Elisabetta Visconti                 |                                    |  |  |       |  |  |                       |  |  |                     |  |
|                                  |                           | Erich I di Braunschweig-Grubenhagen | Alberto I di Brunswick-Grubenhagen |  |  |       |  |  |                       |  |  |                     |  |
|                                  |                           | Erich I di Braunschweig-Grubenhagen | Alberto I di Brunswick-Grubenhagen |  |  |       |  |  |                       |  |  |                     |  |
|                                  |                           | Erich I di Braunschweig-Grubenhagen | Agnese I di Brunswick-Lüneburg     |  |  |       |  |  |                       |  |  |                     |  |
| Anna di Braunschweig-Grubenhagen |                           | Erich I di Braunschweig-Grubenhagen |                                    |  |  |       |  |  |                       |  |  |                     |  |
|                                  |                           | Elisabetta di Brunswick-Göttingen   | Ottone I di Brunswick-Göttingen    |  |  |       |  |  |                       |  |  |                     |  |
|                                  |                           | Elisabetta di Brunswick-Göttingen   | Ottone I di Brunswick-Göttingen    |  |  |       |  |  |                       |  |  |                     |  |
|                                  |                           | Elisabetta di Brunswick-Göttingen   | Margherita di Berg                 |  |  |       |  |  |                       |  |  |                     |  |
|                                  |                           | Elisabetta di Brunswick-Göttingen   |                                    |  |  |       |  |  |                       |  |  |                     |  |